# الوطنية للمعارض والمؤتمرات الدولية
الشركة الوطنية للمعارض والمؤتمرات الدولية هي شركة مساهمة حكومية مصرية، تابعة لجهاز مشروعات الخدمة الوطنية للقوات المسلحة أحد أجهزة وزارة الدفاع، أنشأت سنة 2017 وتعمل في مجال تنظيم وإقامة المعارض، المؤتمرات، الفعاليات، الندوات، وعروض الأعمال النفية والمسرحية.

## الجهات التابعة
- مركز مصر للمعارض الدولية.
- مركز المنارة للمؤتمرات الدولية.

## وصلات خارجية
- الموقع الرسمي للشركة.